# پولیگن وودک
پولیگن وودک (به لاتین: Polygon Wood) یک منطقهٔ مسکونی و جنگل در بلژیک است که در زونوبوک واقع شده‌است.